# Chopped and screwed
Genres dérivés
Witch house, seapunk, vaporwave, cloud rap
Le chopped and screwed (screwed and chopped ou slowed and throwed) désigne une technique de remix du hip-hop lancée dans les années 1990 dans la scène hip-hop de Houston, aux États-Unis. Elle s'effectue par le ralentissement du tempo entre 60 et 70 BPM et par l'usage de techniques telles que le scratching, le stop-time (en), et la modification d'une partie d'une chanson pour en faire une version « hâchée » (chopped-up). DJ Screw est très largement reconnu pour avoir lancé le genre chopped and screwed. La technique clé de DJ Screw est de jouer le même morceau sur les deux platines avec un écart d'un temps (noire) en bougeant rapidement le crossfader d'un côté à l'autre. Cela crée un effet dans lequel les mots ou les sons sont répétés dans la musique, mais gardent toujours le même tempo.

## Histoire

### Années 1990
Le courant chopped and screwed naît de la pratique de DJ Screw, qui enregistre des tapes de hip-hop ralenties à partir du début des années 1990. Son cousin Big Bub raconte que le premier morceau que DJ Screw aurait ralentie est un disque de Mantronix, lors d'une soirée en 1991. D'autres témoignages rapportent que DJ Screw essayait alors de reproduire la sensation de la consommation de lean sous forme sonore.
Autour de 1992-1993, DJ Screw commence à publier des ''tapes de hip-hop en version chopped and screwed. Dans les années 1980 le DJ Darryl Scott tenait un business similaire à Houston. La mère de Dj Screw vendait elle aussi des mixtapes depuis le domicile familial alors que Screw était enfant. L'exposition à ce business a pu influencer la pratique de DJ Screw. Les tapes de DJ Screw parfois appelées Grey Tapes à cause de la couleur grise des cassettes, deviennent très populaires localement. La plus vendue se serait écoulée à plus de 50 000 exemplaires. Les tapes de DJ Screw étaient recopiée et revendues par des bootleggers, il est donc difficile d'estimer combien sont en circulation. DJ Screw vendait des cassettes d'abord depuis sa maison et lors de concerts et de show. L'argent obtenu par la vente de cassette dépassait parfois celui des cachets de concerts. Inquiet du trop grand nombre de personnes qui venait chez lui pour acheter des tapes, et de l'intérêt que portait la police sur son activité, DJ Screw décide de déplacer le lieu de vente de ses tapes en ouvrant un magasin à Houston.
Les mixtapes se vendaient pour 10 dollars pièce. Pour quelques dollars de plus, les acheteurs pouvaient choisir les morceaux de la tape, et enregistrer des dédicaces directement sur la tape. Les dédicaces vont bientôt devenir des freestyles, et un crew de rappeurs se forment autour de DJ Screw : Screwed Up Clique.
Au départ, le courant chopped and screwed met en avant les rappeurs de Houston Sud, mais au cours des années 90, Michael « 5000 » Watts initie un mouvement chopped and screwed à Houston Nord, avec des artistes comme Paul Wall et Mike Jones. Watts a contribué à populariser le mouvement hors de Houston, via des passages radio et à sa pratique de DJ de soirées. À la fin des années 1990, DJ Screw va lancer un label Screwed UP Entertainement, et un magasin Screwed Up Records and Tapes où se vendent les cassettes de son label. DJ Screw meurt en 2000, ce qui endeuille le mouvement. Depuis la mort de DJ Screw, les habitants de Houston célèbre son héritage le 27 juin de chaque année, une journée devenu symbole du travail de l'artiste grâce au freestyle 27th June, publié en 1996.

### The Chopstars
Au cours des années 2000 un collectif de DJ et producteurs de chopped and screwed se forment sous la bannière du label Swishahouse. Considéré comme le nouvel ambassadeur du genre, ce collectif, appelé The Chopstars, publie des versions retravaillées d'albums déjà parus. Ils travaillent avec Chamillionaire en 2005 puis avec Drake sur son album Take Care et d'autres comme Megan Thee Stallion, Don Toliver, Beyoncé, Frank Ocean, Brent Faiyaz, Thundercat ou 21 Savage.
Le film Moonlight de Barry Jenkins comporte du chopped and screwed dans sa bande son, ce qui a amené le son à une nouvelle audience. Les Chopstars signent une version chopped and screwed de la bande son complète de Moonlight et de Si Beale Street pouvait parler, autre film de Jenkins. Barry Jenkins est membre du collectif The Chopstars.

### Années 2000 et suites
Au début des années 2000, le chopped and screwed se popularise déjà dans le sud des États-Unis, à Atlanta, Miami et dans La Nouvelle-Orléans. Après la mort de DJ Screw, le chopped and screwed continue de se populariser. À Memphis, la Three 6 Mafia commence a sortir des versions alternatives de leur albums, en versions chopped and screwed (préparée par Michael Watts). Le rappeur Slim Thug signe des albums 100 % chopped and screwed et en 2003, David Banner devient le premier rappeur à sortir un projet chopped and screwed chez une major. Au cours des années 2000, le son chopped and screwed s'infiltre dans d'autres genres de musiques, notamment le RnB avec le morceau Oh! de Ciara et Ludacris, ou Chopped and Skrewed de T-Pain. Ce dernier sera joué en live lors de l'émission Saturday Night Live, assurant une portée nationale. Asap Rocky s'est aussi servi du genre et de son esthétique, notamment pour le morceau Purple Swag.
Dans les années 2010, certains artistes issus de Houston font référence à DJ Screw ou au courant Chopped and Screwed dans leur musique. C'est le cas de Beyoncé qui utilise le genre dans son morceau "Been On", et de Travis Scott qui dédie un morceau à DJ Screw dans son album Astroworld.

## Caractéristiques

### Étymologie
Le terme « Screwed » compte plusieurs origines possibles. La biographie de DJ Screw raconte qu'il avait l'habitude de gratter les disques de sa mère avec une vis, qui s'est mis à le surnommer Screw. Une autre source raconte que le terme viendrait de Michael Price, DJ et ami de DJ Screw, qui trafiquait son lecteur de cassette en y plaçant une vis qui ralentissait la vitesse de lecture.
DJ Screw défendait l'idée que lui seul avait la capacité de produire un morceau officiellement screwed, étant donné que le terme vient de son nom. Sur internet, le genre est parfois stylisé C&S ou C&$.

### Technique
Le chopped and screwed repose sur deux techniques. La première est de ralentir un morceau musical, pour donner une apparence plus profonde et grave aux voix, et créer une atmosphère vaporeuse. Le but de DJ Screw était d'imiter la sensation de l'écoute de la musique en consommant du lean. Bien que la technique de ralentissement soit issue de la scène hip-hop de Floride, elle est rapidement adoptée à Houston. La technique chopped, initiée par DJ Screw, consiste à jouer deux fois le même morceau en le décalant légèrement. Le son se dédouble et se répète, comme une forme de bégaiement.

### Lean
L'histoire du chopped and screwed est liée au lean, la légende veut que le premier morceau retravaillé par DJ Screw ait été fait après avoir consommé du lean. À Houston, on trouve des traces de consommation de lean chez les musiciens dès les années 1960, dans le blues. Les années 1990 marquent un retour de la popularité de ce mélange, avec un pic de consommation en 1991 et 1992.La lean est mentionnée dans de nombreux morceaux, noms d'albums et notes liées au chopped and screwed. On la mentionne sous de nombreux noms (Drank, Purple, Lean, Syrup'...), souvent associé avec la couleur violette.

### Voitures
La musique chopped and screwed est aussi pensée pour accompagner les longs trajets en voiture, décrite comme de la slow ride music, et qui convient donc à Houston, une ville particulièrement étendue où l'on passe beaucoup de temps à rouler. Les voitures modifiées, surnommées SLAB font partie de la culture hip-hop de Houston, et sont donc également liées au chopped and screwed.

## Genres associés

### Future screw
Au début des années 2010, un nouveau courant apparait sur SoundCloud, le future screw, lancée par le producteur Trill Scott Heron. Son idée est d'appliquer les techniques du chopped and screwed sur des productions modernes, de la trap à la musique électronique. Trill Scott Heron est à la tête du collectif de producteur Future Screw Crew.

### Slowed and reverbed
À la fin des années 2010, des vidéos de morceaux en version slowed and reverbed gagnent en popularité sur YouTube. En 2017, un utilisateur YouTube nommé Jarylun Moore publie une version slowed and reverb d'un morceau de Lil Uzi Vert, qui cumule quelques millions de lecture en deux mois. À la différence du chopped and screwed de DJ Screw qui se cantonne principalement au hip-hop, la tendance slowed and reverbed touche un panel plus large de genres (on trouve du Tame Impala, du Lil Uzi Vert ou même du Petit Biscuit) à condition qu'ils aient des qualités vaporeuses et planante.
Les morceaux slowed and reverbed s'accompagnent de visuels, qui utilisent la plupart du temps des images de cartoons ou d'animés japonais. L'un des artistes pionnier du genre s'appelle Slater! et vient lui même de Houston. Influencé par DJ Screw, il explique pour Pitchfork ne pas avoir voulu toucher à l'héritage du chopped and screwed, trop sacré. Des critiques émergent en réaction a l'engouement autour du slowed and reverbed, pointant du doigt une forme de « gentrification du chopped and screwed », et une invisibilisation de l'héritage de DJ Screw. Le chopped and screwed a connu un pic de popularité en réaction a ces critiques.

## France

### Rap
En 2005, le groupe TTC met le titre "Codéine" en face B de son single "Dans Le Club".  Le disque est lisible à deux vitesses dont une version ralentie qui recrée l'atmosphère du chopped and screwed. Le nom de ce morceau fait référence à la scène de Houston et à son rapport à la codéine. La même année, TTC publiera une version chopped and screwed de leur album Bâtards Sensibles. Ce sont les producteurs suisses DJ Raze et Genevan Heathen qui ont inspiré TTC. DJ Raze et Genevan Heathen animaient entre 2003 et 2008 l'émission Murda Funk Radio Show sur Basic.ch, une émission ou l'on pouvait entendre du chopped and screwed.
Au cours des années 2010, la popularité du cloud rap, incarné en France par PNL, amène un public nouveau vers ce genre qui repose aussi sur une esthétique planante. Le beatmaker Ocho, proche du 667, a aussi contribué a populariser le mouvement en France, par le biais de ses mixtapes qui regroupaient des morceaux de Lil B, OutKast, SZA ou Nekfeu. Le rappeur Népal place quelques références au mouvement chopped and screwed dans sa musique, autant dans ses textes, dans la mention de la couleur lavande (couleur violette du lean) que dans les productions,. En 2024, l'artiste Max D. Carter publie une version remixée de son album $ingulièrement Vôtre, où il invite de nombreux producteurs de la scène Chopped and Screwed française.
La scène chopped and screwed française est relativement petite et concerne un public de niche. Les exemples de morceaux chopped and screwed sont rares, outre les quelques collectifs et artistes qui s'y intéressent (Butter Bullets, 667, L.O.A.S, A13).

### Dub
L'artiste et producteur Biga Ranx s'inspire du chopped and screwed, auquel il associe le dub pour créer un courant qu'il appelle vapor dub. Biga Ranx utilise parfois le terme dubbed and screwed pour parler de mélange entre chopped and screwed et dub. On peut en entendre des exemples sur les morceaux Screwed for the Night, Dubbed and Screwed (ou il fait directement référence à DJ Screw) et Tu me fais pleurer.

### Variété et chanson française
En 2005, le producteur Smeda publie une tape qui réunit des morceaux remixés en version chopped and screwed d'artistes de genres et d'origines variés comme Bone Thugs-N-Harmony, Three 6 Mafia ou Mylène Farmer. Ce remix de Mylène Farmer constitue le premier exemple de remix chopped and screwed d'un titre de chanson française. Sur SoundCloud, le producteur Dogo Screw signe des remixes de morceaux classiques du patrimoine sonore français, autant dans le rap que dans la variété et la chanson française, avec des artistes comme Alain Souchon, Serge Gainsbourg ou Alizée. En 2014, les producteurs Tis & Lucki Flupke forment le duo French Purp' en proposant une tape du même nom, compilant uniquement des remixes de chansons françaises passant de Alain Bashung à Elsa, Stéphanie de Monaco et Michel Berger.